# Остерзеле
Остерзеле (на нидерландски: Oosterzele) е селище в Северна Белгия, окръг Гент на провинция Източна Фландрия. Населението му е около 13 200 души (2006).